# جوكيش دومراجو
جوكيش دومراجو (من مواليد 29 مايو 2006) هو لاعب شطرنج هندي. وثالث أصغر أستاذ كبير في التاريخ، وثالث أصغر لاعب يصل إلى تصنيف 2700، وأصغر لاعب يصل إلى تصنيف 2750 والبطل الحالي للمرشحين وأصغر من فاز فيها، بعد فوزه بنسخة 2024 بعد أن جمع 7.5 نقاط من 14 مباراة. مما جعله أصغر متحدي على لقب بطل العالم في الشطرنج.

## حياته ما قبل الشطرنج
ولد جوكيش في عائلة من التيلجو في 29 مايو 2006 في تشيناي، تاميل نادو جنوب الهند. ينحدر والديه من منطقة دلتا جودافاري في ولاية أندرا براديش. والده، الدكتور راجينيكنس، جراح أذن وأنف وحنجرة، ووالدته الدكتورة بادما، عالمة أحياء دقيقة.

## مسيرته المهنية

### 2015–2019
فاز جوكيش بقسم أقل من 9 سنوات في بطولة آسيا للشطرنج المدرسي في عام 2015، وبطولة العالم للشباب للشطرنج في عام 2018 في فئة أقل من 12 عامًا. كما فاز بخمس ميداليات ذهبية في بطولة آسيا للشباب للشطرنج 2018 تحت 12 سنة، حيث فاز ببطولة الشطرنج السريع والخاطف والشطرنج القياسي، وفاز مع المنتخب الهندي ببطولتي السريع والخاطف. حصل على لقب الأستاذ الدولي (IM) في مارس 2017 في دورة كابيل لاغراند المفتوحة للشطرنج الرابعة والثلاثين.
في 15 يناير 2019، بعمر 12 عامًا و7 أشهر و17 يومًا، أصبح جوكيش ثاني أصغر أستاذ كبير في التاريخ، ولم يتفوق عليه سوى سيرجي كارجاكين بـ 17 يومًا. لكن اللاعب أبهيمانيو ميشرا حطم هذا الرقم، مما جعل جوكيش ثالث أصغر لاعب.

### 2021
في يونيو 2021، فاز بجولة جوليوس باير تشالنجرز للشطرنج، وحصد 14 نقطة من أصل 19.
في أغسطس 2022، بدأ جوكيش أولمبياد الشطرنج الرابع والأربعين بنتيجة 8/8، مما ساعد منتخب الهند -2 على هزيمة الولايات المتحدة المصنفة رقم 1 في المباراة الثامنة. أنهى الأولمبياد بنتيجة 9 من 11، مع معدل أداء 2867 Elo، وحصد الميدالية الذهبية في اللوحة الأولى، وتوج كأفضل لاعب في البطولة.
في سبتمبر 2022، وصل جوكيش إلى تصنيف يزيد عن 2700 لأول مرة، بتقييم 2726. هذا جعله ثالث أصغر لاعب يتجاوز 2700، بعد وي يي وعلي رضا فيروزجا.
في أكتوبر 2022، أصبح جوكيش أصغر لاعب يهزم ماغنوس كارلسن منذ أن أصبح الأخير بطل العالم، في بطولة أيم تشيس (aim chess) للشطرنج السريع.
في فبراير 2023، شارك جوكيش في النسخة الأولى من بطولة WR للاساتذة في دوسلدورف، حيث أنهى السباق بنتيجة ½5 من 9 جولات، ليتعادل مع ليفون أرونيان ويان نيبومنياتشي في المركز الأول. جاء في المركز الثاني بعد أرونيان في حسم التعادل.
في قائمة التصنيف لشهر أغسطس 2023، أصبح جوكيش أصغر لاعب على الإطلاق يصل إلى تصنيف 2750.
شارك جوكيش في كأس العالم للشطرنج 2023، ووصل إلى الدور ربع النهائي قبل أن يخسر أمام ماغنوس كارلسن.
في قائمة التصنيف لشهر سبتمبر 2023، تجاوز جوكيش رسميًا فيسواناثان أناند باعتباره اللاعب الهندي الأعلى تصنيفًا، وهي المرة الأولى منذ 37 عامًا التي يخسر فيها أناند قمة التصنيف الهندي.
في ديسمبر 2023، مع انتهاء حلبة FIDE، تأهل بوكيش لبطولة المرشحين 2024. احتل جوكيش المركز الثاني في الحلبة، لكن المتصدرفابيانو كاروانا، كان قد تأهل بالفعل من خلال كأس العالم. وأصبح ثالث أصغر لاعب يلعب في بطولة المرشحين، خلف بوبي فيشر وماغنوس كارلسن.

### 2024: بطولة المرشحين

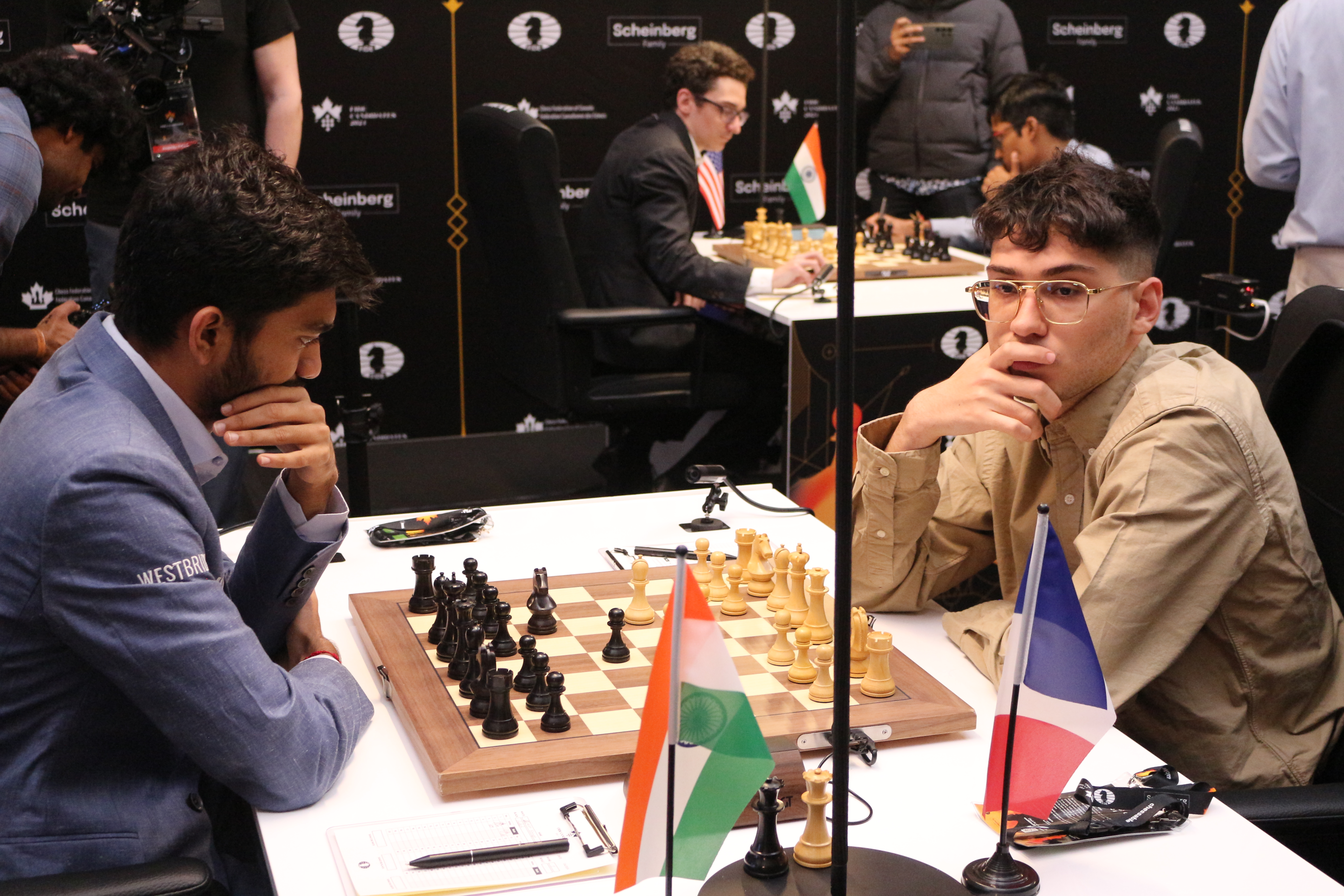
بوكيش (يسار) يلعب مع علي رضا فيروزجا في بطولة المرشحين 2024.

في يناير 2024، شارك جوكيش في بطولة تاتا ستيل للشطرنج 2024، وحصد 8.5 نقطة من 13 مباراة (6 انتصارات و5 تعادلات وخسارتين) لينهي البطولة في المركز الأول بالشراكة مع ثلاث لاعبين. في حسم التعادل هزم أنيش جيري في الدور قبل النهائي لكنه خسر أمام وي يي في النهائي.
في أبريل، شارك بوكيش في بطولة المرشحين 2024 . فاز بوكيش بالقطع السوداء ضد مواطنيه براغناناندا وفيديت، وهزم علي رضا فيروزجا بالقطع البيضاء، كما كسب نجات عباسوف بكلا اللونين الأبيض والأسود. وكانت هزيمته الوحيدة هي مباراته بالقطع السوداء ضد فيروزا، بعد أن أرتكب أخطاء بسبب ضغط الوقت. لينهي البطولة بخمس انتصارات وخسارة واحدة وثمان تعادلات، وحصد 9 نقاط من 14، وتصدر البطولة، وتأهل لمواجهة دينغ ليرن على لقب بطولة العالم 2024. بذلك صار بوكيش أصغر بطل المرشحين في التاريخ كما سيصبح أصغر لاعب يلعب في بطولة العالم للشطرنج.

## الجوائز
- 2023: أفضل لاعب في العام من قبل الاتحاد الآسيوي للشطرنج.[36]

## وصلات خارجية
- جوكيش دومراجو على موقع الاتحاد الدولي للشطرنج (الإنجليزية)
- جوكيش دومراجو على موقع مباريات الشطرنج (الإنجليزية)
- جوكيش دومراجو على موقع 365Chess.com (الإنجليزية)
- جوكيش دومراجو على موقع Chesstempo.com (الإنجليزية)
- بوكيش على تويتر.